# Loch Lomond
Loch Lomond — шотландская винокурня, производящая зерновой и солодовый виски региона Северо-Шотландское нагорье (Highland). Расположена в городе Александрия, неподалёку от озера Лох-Ломонд.

## История
Винокурня была основана в 1965 году на месте заброшенных помещений отделочного производства. В 1987 году винокурня была приобретена семьёй Буллок (A. Bulloch & Co), а в 1993 году было принято решение производить не только солодовый, но и зерновой виски для приготовления купажей, вследствие чего было установлено новое оборудование для получения зернового виски.
В последнее время ликеро-водочный завод стал туристической достопримечательностью из-за его связи с комиксами Приключения Тинтина, в частности из-за упоминания этой марки виски как любимого напитка Капитана Хэддока и использования в комиксе изображения фирменной желто-чёрной цистерны.

## Продукция
Винокурня производит оригинальный односолодовый виски под брендами Loch Lomond, Inchmurrin и Old Roshdhu. Менее известные продукты включают в себя Loch Lomond HP, Craiglodge, Croftengea, Glen Douglas и Inchmoan. Кроме того завод выпускает несколько марок купажированного виски: Loch Lomond Single Blend, High Commissioner Blended Whisky и Scots Earl blended whisky.